# Copa Federación 2021
La Copa Real Federación Española de Fútbol 2021 fue la 29.ª edición de dicha competición, correspondiente a la temporada 2021-22. Se trata de la tercera edición en la que no se permite la participación de equipos filiales en la fase nacional.

## Fase autonómica
Esta fase se desarrollará a nivel autonómico y podrán participar todos los clubes (incluido los filiales, de quedar ganador pasaría el siguiente equipo no filial) de Segunda B de la pasada temporada y los clubes de Tercera División que no se hayan clasificado ni para la Copa del Rey ni para la fase nacional de la Copa RFEF.

### Andalucía
Copa RFAF 2021-22:
| Clasificados a la Fase nacional Juventud Torremolinos C. F. y Xerez C. D.. |

### Aragón
Fase de Grupos
Grupo 1
| Equipo          | PJ | G | E | P | GF | GC | DG | Pts |
| --------------- | -- | - | - | - | -- | -- | -- | --- |
| S. D. Ejea      | 3  | 2 | 0 | 1 | 5  | 3  | +2 | 6   |
| C. F. Calamocha | 3  | 2 | 0 | 1 | 4  | 3  | +1 | 6   |
| Utebo F. C.     | 3  | 2 | 0 | 1 | 2  | 2  | 0  | 6   |
| S. D. Borja     | 3  | 0 | 0 | 3 | 2  | 5  | –3 | 0   |

Grupo 2
| Equipo            | PJ | G | E | P | GF | GC | DG | Pts |
| ----------------- | -- | - | - | - | -- | -- | -- | --- |
| U. D. Barbastro   | 3  | 2 | 1 | 0 | 7  | 4  | +3 | 7   |
| C. D. Binéfar     | 3  | 1 | 2 | 0 | 5  | 4  | +1 | 5   |
| C. D. Belchite 97 | 3  | 0 | 2 | 1 | 2  | 3  | –1 | 2   |
| C. D. Cuarte      | 3  | 0 | 1 | 2 | 4  | 7  | –3 | 1   |

Final
| Local           | Resultado | Visitante  |
| --------------- | --------- | ---------- |
| U. D. Barbastro | 1–2       | S. D. Ejea |

| Campeón Sociedad Deportiva Ejea 3.° título Clasificado a la Fase Nacional |

### Asturias
Fase de Grupos
Grupo 1
| Equipo           | PJ | G | E | P | GF | GC | DG | Pts |
| ---------------- | -- | - | - | - | -- | -- | -- | --- |
| C. D. Lealtad    | 4  | 2 | 2 | 0 | 4  | 2  | +2 | 8   |
| Urraca C. F.     | 4  | 1 | 2 | 1 | 2  | 2  | 0  | 5   |
| E. I. San Martín | 4  | 0 | 2 | 2 | 1  | 3  | –2 | 2   |

Grupo 2
| Equipo          | PJ | G | E | P | GF | GC | DG | Pts |
| --------------- | -- | - | - | - | -- | -- | -- | --- |
| C. D. Llanes    | 4  | 3 | 1 | 0 | 9  | 2  | +7 | 10  |
| C. D. Tuilla    | 4  | 1 | 2 | 1 | 4  | 5  | -1 | 5   |
| C. D. Covadonga | 4  | 0 | 1 | 3 | 1  | 7  | –6 | 1   |

Grupo 3
| Equipo                 | PJ | G | E | P | GF | GC | DG | Pts |
| ---------------------- | -- | - | - | - | -- | -- | -- | --- |
| Real Avilés C. F.      | 4  | 2 | 2 | 0 | 4  | 0  | +4 | 8   |
| C. Marino de Luanco    | 4  | 1 | 2 | 1 | 5  | 3  | +2 | 5   |
| U. D. Gijón Industrial | 4  | 0 | 2 | 2 | 1  | 7  | –6 | 2   |

Grupo 4
| Equipo                   | PJ | G | E | P | GF | GC | DG | Pts |
| ------------------------ | -- | - | - | - | -- | -- | -- | --- |
| Caudal Deportivo         | 4  | 2 | 2 | 0 | 2  | 0  | +2 | 8   |
| L'Entregu C. F.          | 4  | 2 | 1 | 1 | 6  | 1  | +5 | 7   |
| S. D. Lenense Proinastur | 4  | 0 | 1 | 3 | 0  | 7  | –7 | 1   |

Semifinales
| Local             | Resultado | Visitante        |
| ----------------- | --------- | ---------------- |
| C. D. Lealtad     | 0–1       | C. D. Llanes     |
| Real Avilés C. F. | 3–1       | Caudal Deportivo |

Final
| Local        | Resultado      | Visitante         |
| ------------ | -------------- | ----------------- |
| C. D. Llanes | 1–1 (3:4 pen.) | Real Avilés C. F. |

| Campeón Real Avilés Club de Fútbol 4.° título Clasificado a la Fase Nacional |

### Islas Baleares
Cuartos de Final
| Local            | Resultado | Visitante        |
| ---------------- | --------- | ---------------- |
| P. E. Sant Jordi | 2–5       | S. D. Formentera |

Semifinal
| Local                  | Resultado      | Visitante               |
| ---------------------- | -------------- | ----------------------- |
| S. D. Formentera       | 1–1 (4:5 pen.) | S. C. R. Peña Deportiva |
| C. F. Playas de Calviá | 2–0            | U. D. Poblense          |

Final
| Local                  | Resultado | Visitante               |
| ---------------------- | --------- | ----------------------- |
| C. F. Playas de Calviá | 0–5       | S. C. R. Peña Deportiva |

| Campeón Sociedad Cultural y Recreativa Peña Deportiva 2.° título Clasificado a la Fase Nacional |

### Islas Canarias
Final (ida)
| Local         | Resultado | Visitante         |
| ------------- | --------- | ----------------- |
| S. D. Tenisca | 3–0       | C. F. Unión Viera |

Final (vuelta)
| Local             | Resultado | Visitante     |
| ----------------- | --------- | ------------- |
| C. F. Unión Viera | 2–1       | S. D. Tenisca |

| Campeón Sociedad Deportiva Tenisca 3.° título Clasificado a la Fase Nacional |

### Cantabria
Cuartos de Final
| Local                           | Resultado      | Visitante           |
| ------------------------------- | -------------- | ------------------- |
| C. D. Tropezón                  | 1–1 (4:5 pen.) | U. C. Cartes        |
| C. D. Laredo                    | 1–1 (1:3 pen.) | Selaya F. C.        |
| U. M. Escobedo                  | 3–1            | C. F. Vimenor       |
| R. S. Gimnástica de Torrelavega | 3–0            | S. D. Textil Escudo |

Semifinal
| Local                           | Resultado      | Visitante    |
| ------------------------------- | -------------- | ------------ |
| R. S. Gimnástica de Torrelavega | 2–0            | U. C. Cartes |
| U. M. Escobedo                  | 1–1 (4:2 pen.) | Selaya F. C. |

Final
| Local                           | Resultado | Visitante      |
| ------------------------------- | --------- | -------------- |
| R. S. Gimnástica de Torrelavega | 4–0       | U. M. Escobedo |

| Campeón Real Sociedad Gimnástica de Torrelavega 3.° título Clasificado a la Fase Nacional |

### Castilla-La Mancha
Octavos de Final
| Local             | Resultado      | Visitante                  |
| ----------------- | -------------- | -------------------------- |
| C. D. Torrijos    | 0–0 (4:5 pen.) | C. D. Manchego Ciudad Real |
| C. D. Guadalajara | 4–0            | C. D. Tarancón             |

Cuartos de Final
| Local                      | Resultado      | Visitante              |
| -------------------------- | -------------- | ---------------------- |
| C. D. Quintanar del Rey    | 1–1 (2:4 pen.) | C. P. Villarrobledo    |
| C. D. Guadalajara          | 0–1            | C. D. Toledo           |
| Atlético Albacete          | 2–0            | U. D. Yugo-Socuéllamos |
| C. D. Manchego Ciudad Real | 1–0            | Villarrubia C. F.      |

Semifinal
| Local                      | Resultado      | Visitante         |
| -------------------------- | -------------- | ----------------- |
| C. P. Villarrobledo        | 2–2 (3:4 pen.) | Atlético Albacete |
| C. D. Manchego Ciudad Real | 1–1 (3:4 pen.) | C. D. Toledo      |

Final
| Local        | Resultado      | Visitante         |
| ------------ | -------------- | ----------------- |
| C. D. Toledo | 0–0 (5:4 pen.) | Atlético Albacete |

| Campeón Club Deportivo Toledo 1.° título Clasificado a la Fase Nacional |

### Castilla y León
Cuartos de Final
| Local          | Resultado | Visitante            |
| -------------- | --------- | -------------------- |
| C. D. Ribert   | 2–3       | C. D. Guijuelo       |
| Arandina C. F. | 0–1       | C. D. Palencia C. F. |

Semifinal
| Local                | Resultado | Visitante             |
| -------------------- | --------- | --------------------- |
| C. D. Guijuelo       | 2–0       | Salamanca C. F. UDS   |
| C. D. Palencia C. F. | 1–2       | Burgos C. F. Promesas |

Final
| Local          | Resultado | Visitante             |
| -------------- | --------- | --------------------- |
| C. D. Guijuelo | 0–2       | Burgos C. F. Promesas |

| Campeón Burgos Club de Fútbol Promesas 1.° título Clasificado a la Fase Nacional C. D. Guijuelo |

### Cataluña
Final (ida)
| Local              | Resultado | Visitante         |
| ------------------ | --------- | ----------------- |
| C. Lleida Esportiu | 3–1       | U. E. Sant Andreu |

Final (vuelta)
| Local             | Resultado | Visitante          |
| ----------------- | --------- | ------------------ |
| U. E. Sant Andreu | 0–3       | C. Lleida Esportiu |

| Campeón Club Lleida Esportiu 1.° título Clasificado a la Fase Nacional |

### Extremadura
Octavos de Final
| Local             | Resultado      | Visitante         |
| ----------------- | -------------- | ----------------- |
| C. F. Trujillo    | 1–1 (4:3 pen.) | C. D. Miajadas    |
| C. D. Don Álvaro  | 1–1 (8:9 pen.) | Arroyo C. P.      |
| S. P. Villafranca | 1–0            | E. M. D. Aceuchal |
| C. D. Badajoz "B" | 1–1 (3:1 pen.) | Olivenza F. C.    |
| U. P. Plasencia   | 0–0 (5:4 pen.) | C. D. Coria       |

Cuartos de Final
| Local             | Resultado      | Visitante        |
| ----------------- | -------------- | ---------------- |
| C. F. Trujillo    | 0–0 (4:1 pen.) | Arroyo C. P.     |
| C. D. Badajoz "B" | 0–0 (5:4 pen.) | Jerez C. F.      |
| S. P. Villafranca | 3–0            | A. D. Llerenense |
| U. P. Plasencia   | 0–3            | Moralo C. P.     |

Semifinal
| Local             | Resultado      | Visitante         |
| ----------------- | -------------- | ----------------- |
| S. P. Villafranca | 0–0 (4:3 pen.) | C. F. Trujillo    |
| Moralo C. P.      | 4–0            | C. D. Badajoz "B" |

Final
| Local             | Resultado | Visitante    |
| ----------------- | --------- | ------------ |
| S. P. Villafranca | 0–2       | Moralo C. P. |

| Campeón Moralo Club Polideportivo 2.° título Clasificado a la Fase Nacional |

### Galicia
Octavos de Final
| Local               | Resultado      | Visitante           |
| ------------------- | -------------- | ------------------- |
| Alondras C. F.      | 0–0 (3:2 pen.) | Pontevedra C. F.    |
| C. D. Choco         | 1–2            | Coruxo F. C.        |
| Racing C. Villalbés | 0–3            | Viveiro C. F.       |
| U. D. Somozas       | 3–0            | Silva S. D.         |
| Orense C. F.        | 3–0            | C. D. Barco         |
| Arosa S. C.         | 0–2            | C. Rápido de Bouzas |
| C. D. Estradense    | 0–0 (5:3 pen.) | C. S. D. Arzúa      |

Cuartos de Final
| Local               | Resultado      | Visitante        |
| ------------------- | -------------- | ---------------- |
| C. Rápido de Bouzas | 2–1            | Coruxo F. C.     |
| U. D. Somozas       | –*             | Viveiro C. F.    |
| Alondras C. F.      | 1–1 (5:4 pen.) | Orense C. F.     |
| C. D. Estradense    | 1–0            | S. D. Compostela |

(*) El Viveiro C. F. retirado de la competición.
Semifinal
| Local          | Resultado      | Visitante           |
| -------------- | -------------- | ------------------- |
| Alondras C. F. | 1–1 (4:2 pen.) | C. Rápido de Bouzas |
| U. D. Somozas  | 3–1            | C. D. Estradense    |

Final
| Local          | Resultado | Visitante     |
| -------------- | --------- | ------------- |
| Alondras C. F. | 1–0       | U. D. Somozas |

| Campeón Alondras Club de Fútbol 1.° título Clasificado a la Fase Nacional |

### La Rioja
Cuartos de Final
| Local                  | Resultado | Visitante      |
| ---------------------- | --------- | -------------- |
| C. D. F. C. La Calzada | 1–0       | C. D. Berceo   |
| Yagüe C. F.            | 0–3       | C. D. Alfaro   |
| C. Atlético Vianés     | 0–1       | C. D. Varea    |
| Casalarreina C. F.     | 4–0       | C. D. Cenicero |

Semifinal
| Local        | Resultado      | Visitante              |
| ------------ | -------------- | ---------------------- |
| C. D. Varea  | 1–1 (2:4 pen.) | Casalarreina C. F.     |
| C. D. Alfaro | 0–0 (4:2 pen.) | C. D. F. C. La Calzada |

Final
| Local        | Resultado | Visitante          |
| ------------ | --------- | ------------------ |
| C. D. Alfaro | 2–0       | Casalarreina C. F. |

| Campeón Club Deportivo Alfaro 2.° título. Clasificado a la Fase Nacional |

### Madrid
Semifinal
| Local                   | Resultado | Visitante             |
| ----------------------- | --------- | --------------------- |
| C. D. Móstoles U.R.J.C. | 0–1       | C. D. A. Navalcarnero |
| Las Rozas C. F.         | 2–0       | A. D. Torrejón C. F.  |

Final
| Local                 | Resultado | Visitante       |
| --------------------- | --------- | --------------- |
| C. D. A. Navalcarnero | 3–0       | Las Rozas C. F. |

| Campeón Club Deportivo Artístico Navalcarnero 2.° título Clasificado a la Fase Nacional |

### Murcia
Semifinales (ida)
| Local               | Resultado | Visitante        |
| ------------------- | --------- | ---------------- |
| Yeclano Deportivo   | 1–1       | C. D. Bullense   |
| Huércal-Overa C. F. | 0–1       | U. D. Los Garres |

Semifinales (vuelta)
| Local            | Resultado      | Visitante           |
| ---------------- | -------------- | ------------------- |
| C. D. Bullense   | 2–2 (0:3 pen.) | Yeclano Deportivo   |
| U. D. Los Garres | 1–2 (1:3 pen.) | Huércal-Overa C. F. |

Final
| Local             | Resultado | Visitante           |
| ----------------- | --------- | ------------------- |
| Yeclano Deportivo | 1–0       | Huércal-Overa C. F. |

| Campeón Yeclano Deportivo 2.° título Clasificado a la Fase Nacional |

### Navarra
Cuartos de Final
| Local               | Resultado      | Visitante            |
| ------------------- | -------------- | -------------------- |
| C. D. Izarra        | 4–1            | C. D. Valle de Egüés |
| U. D. Mutilvera     | 2–0            | Atlético Cirbonero   |
| C. D. Cortes        | 0–0 (1:4 pen.) | C. F. Ardoi          |
| C. D. Itaroa Huarte | 1–1 (3:4 pen.) | Beti Kozkor K. E.    |

Semifinal
| Local        | Resultado | Visitante         |
| ------------ | --------- | ----------------- |
| C. D. Izarra | 1–0       | Beti Kozkor K. E. |
| C. F. Ardoi  | 5–3       | U. D. Mutilvera   |

Final
| Local        | Resultado | Visitante   |
| ------------ | --------- | ----------- |
| C. D. Izarra | 3–1       | C. F. Ardoi |

| Campeón Club Deportivo Izarra 4.° título Clasificado a la Fase Nacional |

### País Vasco
S. D. Leioa
| Campeón Sociedad Deportiva Leioa 2.° título Clasificado a la Fase Nacional |

### Comunidad Valenciana
Cuartos de Final
| Local                   | Resultado      | Visitante       |
| ----------------------- | -------------- | --------------- |
| U. D. Benigànim         | 2–0            | C. F. Intercity |
| C. D. Olímpic de Xàtiva | 0–0 (0:3 pen.) | Torrent C. F.   |
| Silla C. F.             | 1–2            | C. D. Roda      |
| Callosa Deportiva C. F. | 1–1 (3:5 pen.) | Atzeneta U. E.  |

Semifinal
| Local           | Resultado | Visitante      |
| --------------- | --------- | -------------- |
| U. D. Benigànim | 2–3       | Atzeneta U. E. |
| C. D. Roda      | 1–0       | Torrent C. F.  |

Final
| Local          | Resultado      | Visitante  |
| -------------- | -------------- | ---------- |
| Atzeneta U. E. | 0–0 (6:5 pen.) | C. D. Roda |